# Hausstock
L'Hausstock (3.158 m s.l.m.) è una montagna delle Alpi Glaronesi.

## Descrizione
Si trova sul confine tra il Canton Glarona ed il Canton Grigioni in Svizzera